# الهجرة (الجميمة)

تعديل مصدري - تعديل

الهجرة هي إحدى قرى عزلة الجميمة بمديرية الجميمة التابعة لمحافظة حجة، بلغ تعداد سكانها 106 نسمة حسب تعداد اليمن لعام 2004.